# 톰 섕클랜드
토머스 오토 "톰" 섕클랜드(영어: Thomas Otto "Tom" Shankland, 1968년 5월 7일 ~ )은 잉글랜드 출신의 영화 감독이다. TV 드라마 《리퍼 스트리트》, 《더 미씽》, 《아이언 피스트》 등의 일부 에피소드를 연출하였다.
단편 < Bait>와 < Going Down>으로 영국아카데미 시상식 후보에 오른 후, 2007년 장편 < 와츠>로 데뷔했다. 이 영화로 그는 제12회 부천국제판타스틱영화제에 초청되기도 했다. 그는 영국의 유명한 텔레비전 시리즈 < Marple: The Moving Finger>, < Family Business> 등에 참여하였다.